# خیابان شهید جدیری
خیابان شهید جدیری یا حَلیمه دربندی یا حَلْمه سازاندا، یکی از خیابان‌های تبریز است که در محله خیابان این شهر واقع شده است.

## پیشینه و نامگذاری
در گذشته، محل این خیابان به باغی تعلق داشت که متعلق به «حسن فاسونیه‌چی»، از بازرگانان معروف بازار امیر تبریز بود که در جریان اصلاحات ارضی، این باغ فروخته و سپس تخریب شده و به کویی تبدیل شد. در ابتدا این کوی به نام «کوی صفا» نامگذاری شده، پس از مدتی آن را «کوی آریامهر» نامیده و پس از انقلاب نیز به «کوی شهید جدیری» تغییر نام یافت.
مردم محلی، این کوی را به نام «حلمه دربندی» می‌شناسند. گفته می‌شود باغبان باغ حسن فاسونیه‌چی با یک زن نوازنده به نام «حلیمه» آشنایی داشته و از شدت علاقه به این زن، در گوشه‌ای از انتهای باغ برای او خانه‌ای می‌سازد که امروزه مشرف به بزرگراه آزادی است. از این رو، نام «حلیمه» یا «حلمه» روی این کوی مانده است.